# Phytomyza tussilaginis
Phytomyza tussilaginis är en tvåvingeart som beskrevs av Friedrich Georg Hendel 1925. Phytomyza tussilaginis ingår i släktet Phytomyza och familjen minerarflugor.
Artens utbredningsområde är Österrike. Arten har ej påträffats i Sverige. Inga underarter finns listade i Catalogue of Life.